# Teorías de la conspiración de los atentados del 11 de septiembre de 2001

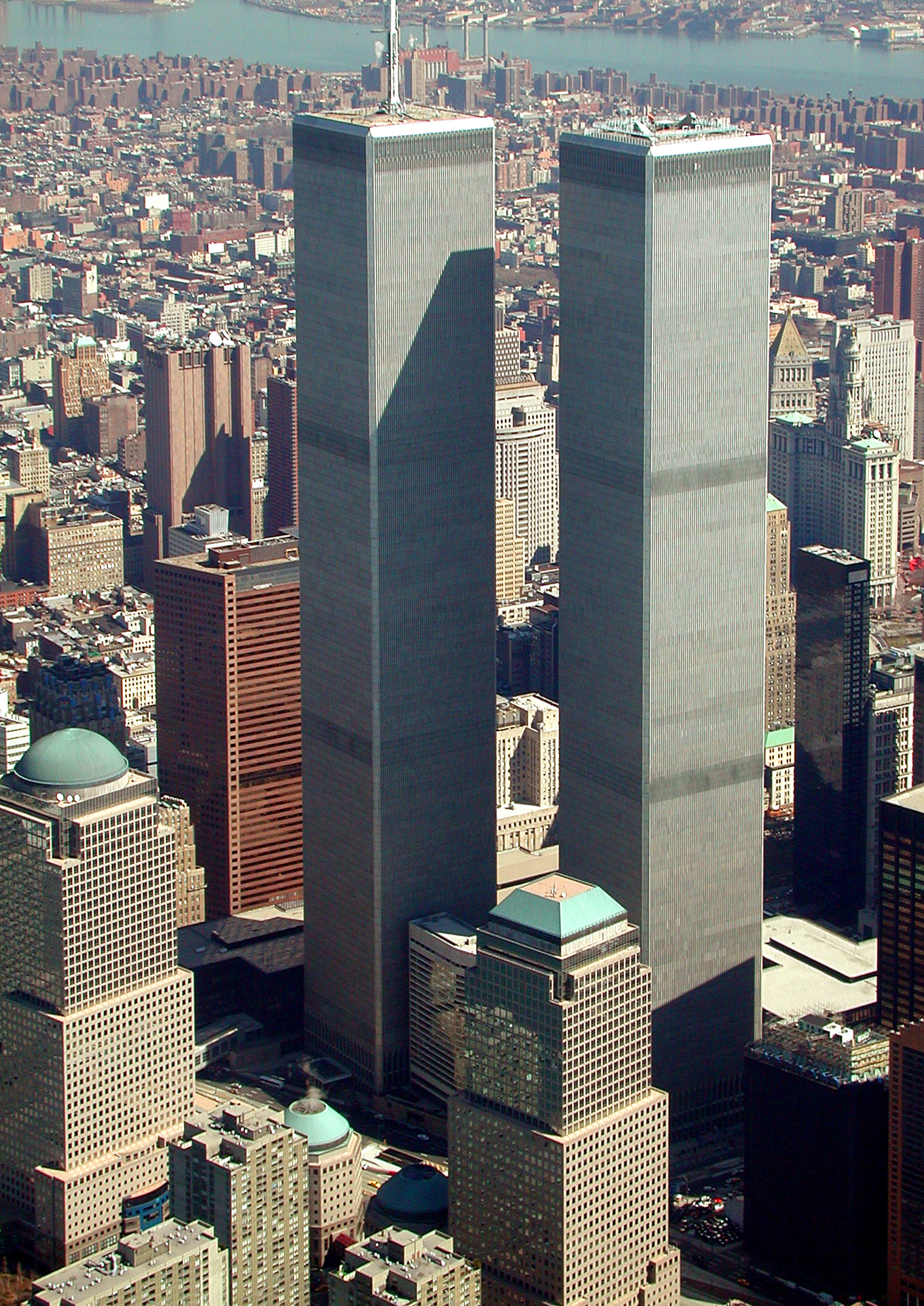
La naturaleza del colapso de las dos torres del World Trade Center y el WTC7 cercano (en esta foto, el edificio marrón a la izquierda de las torres) es un foco principal de las teorías de conspiración del 11-S.

Existen muchas teorías de conspiración que atribuyen la planificación y ejecución de los atentados del 11 de septiembre de 2001 contra los Estados Unidos a partes que no son grupos terroristas reconocidos, o, al menos, a más sujetos además de Al-Qaeda, incluyendo que hubo un conocimiento avanzado de los ataques entre los dirigentes de alto nivel y funcionarios del gobierno. Las investigaciones gubernamentales y las revisiones independientes han rechazado estas teorías.  Los defensores de estas teorías afirman que hay inconsistencias en la versión comúnmente aceptada, o evidencia que fue ignorada o pasada por alto.
La teoría de la conspiración más destacada es que el derrumbe del World Trade Center y el 7 World Trade Center fueron el resultado de demoliciones controladas en lugar de fallas estructurales debido al impacto y al fuego. Otra creencia prominente es que El Pentágono fue alcanzado por un misil lanzado por elementos del interior del gobierno de los Estados Unidos o que un avión comercial pudo hacerlo a través de una retirada efectiva de los cazas estadounidenses. Los posibles motivos reclamados por los teóricos de la conspiración para tales acciones incluyen justificar la guerra de Afganistán y la guerra de Irak (a pesar de que el gobierno de los Estados Unidos concluyó que Irak no estuvo involucrado en los ataques) para promover sus intereses geoestratégicos, como los planes para construir un gasoducto de gas natural a través de Afganistán. Otras teorías de conspiración giran en torno a que las autoridades y el gobierno estadounidense ya tenían conocimiento avanzado de los ataques, desde meses antes del 11 de septiembre de 2001 e ignoraron y no hicieron nada para evitarlo o que ayudaron deliberadamente a los atacantes.
El Instituto Nacional de Estándares y Tecnología (NIST) y la revista de tecnología Popular Mechanics han investigado y rechazado las afirmaciones hechas por los teóricos de la conspiración del 11 de septiembre. La Comisión del 11 de septiembre y la mayoría de la comunidad de ingenieros civiles aceptan que los impactos de los aviones a reacción a altas velocidades en combinación con incendios posteriores, llevaron al colapso a las Torres Gemelas, pero algunos grupos, incluidos los arquitectos e ingenieros para la verdad del 11 de septiembre, no están de acuerdo con los argumentos formulados por el NIST y Popular Mechanics.

## Descripción
Aunque algunas de las teorías de la conspiración proponen que fueron los agentes secretos de Israel o de Pakistán los que estaban detrás de los ataques, las que han conseguido mayor repercusión suelen estar basadas en una de estas dos ideas:
- Que el Gobierno de Estados Unidos tenía conocimiento previo de los ataques y deliberadamente no hizo nada para prevenirlos. Este grupo de teorías, por tanto, admite la existencia de los secuestradores islámicos y no cuestiona la causa del derrumbe de las Torres Gemelas, pero acusa al Gobierno de permitir deliberadamente que los terroristas realizaran los ataques. Ha recibido el nombre de LIHOP ("let it happen on purpose", "dejar que ocurra a propósito").[20]

- Que fue el propio Gobierno de Estados Unidos quien orquestó y perpetró los ataques en una operación de bandera falsa. Este grupo de teorías conspirativas cuestiona la causa del derrumbe de las Torres Gemelas, que sería una demolición controlada. Se ha usado el término inside job (trabajo interno) para referirse a los atentados en este grupo de teorías. Ha recibido el nombre de MIHOP ("made it happen on purpose", "lo hicieron a propósito").[20]

## El Pentágono

Vídeo difundido por el Gobierno estadounidense del momento del impacto contra el Pentágono.

Una de las teorías conspirativas más divulgadas es la de que no fue un avión sino un misil lo que se estrelló contra el Pentágono. Sus principales defensores son los que apoyan la versión del "trabajo interno", quienes afirman que no hay suficientes pruebas que demuestren que se estrelló un avión en el Pentágono. No obstante, algunos partidarios del "trabajo interno" también la descartan tras valorar las evidencias y creen que la operación no incluía el uso de un misil.
He aquí los argumentos que manejan los defensores de esta teoría conspirativa:
- De acuerdo con el contenido de la caja negra del vuelo 77, el avión efectuó un descenso en espiral, describiendo un giro de unos 330° a unos 300 nudos (unos 550 km/h) que le llevó unos 3 minutos.[22] Pese a que ese giro es una maniobra común, algunos argumentan que el avión no pudo hacer esa maniobra a 800 km/h, probablemente confundiendo la velocidad de impacto con la velocidad a la que el avión efectuó el giro.
- El NORAD controla la defensa del espacio aéreo de Estados Unidos; este se divide en zonas geográficas, siendo el NEADS (North East Air Defense Sector) el responsable de la zona donde se produjeron los atentados. Es el órgano que coordina y recibe avisos de aeropuertos sobre secuestros de aeronaves, entre otras funciones. El NEADS fue el que envió los F-16 a Washington y a New York. Todas las conversaciones entre los diferentes aeropuertos y el NEADS están recogidos en el informe de la Comisión Nacional del 11-S.[23] En casos de secuestro de aviones u otras emergencias aéreas de este tipo, el NORAD tiene unos protocolos de seguridad que consisten, entre otras cosas, en hacer despegar cazas lo más rápidamente posible para interceptar al avión y comprobar qué es lo que ocurre,[24] como ha ocurrido en otras ocasiones.[25][26] En el caso del vuelo 77 los aviones no llegaron a tiempo y hay dudas incluso sobre si despegaron antes o después de la colisión, un retraso que los partidarios de estas teorías conspirativas consideran deliberado.
- Según teóricos de la conspiración, el vuelo 77 fue capaz de volar hacia el Pentágono durante 40 minutos y no fue interceptado a pesar de la sofisticada tecnología de radar, de las baterías antimisiles que rodean el Pentágono, y de la proximidad del edificio de la base aérea Andrews. Realmente no existen estas baterías antimisiles (y si existieran, serían secretas).[27] El tema de proteger Washington con baterías antimisiles o Atlanta (Juegos Olímpicos de Atlanta de 1996) fue tratado y rechazado por la posibilidad de derribar un avión por error.[28] El Aeropuerto Ronald Reagan se encuentra muy cerca del Péntagono, y los aviones lo sobrevuelan en muchas ocasiones. Un ejemplo de ello es el caso de una avioneta que fue identificada como sospechosa en 2002 cuando sobrevolaba Washington: no fue abatida por ninguna batería antimisiles a pesar de que se desalojó el Capitolio.[26]
- En el momento de los ataques, el ala Oeste (que era el objetivo del ataque) del Pentágono estaba en reformas, y por lo tanto casi vacía. Concretamente estaba siendo reformada para aguantar daños mayores en caso de un ataque terrorista con bomba. Los partidarios de la teoría del trabajo interno argumentan que el Gobierno escogió como objetivo esta zona del Pentágono para minimizar todo lo posible los daños, tanto personales como materiales.
- También se afirma desde este sector que los daños producidos en la pared del Pentágono son demasiado pequeños para haber sido causados por un Boeing 757.[29] Como apoyo a esta afirmación se suelen basar en fotografías incompletas y obstruidas por el humo o por el chorro de agua de las mangueras de los bomberos, pero en una vista más completa construida por Pier Paolo Murru, juntando fragmentos de varias tomas y uniéndolas tras una corrección de perspectiva,[30] queda claro que la valoración del tamaño del agujero por parte de los teóricos de la conspiración (de unos 5×7 metros[31]) está muy por debajo de su tamaño real. Además, dado que la superficie del avión es fundamentalmente aluminio, que es blando y ligero, no cabe esperar que el diámetro del orificio se correspondiese con exactitud necesariamente con el del fuselaje y las alas, algo que se sabe por otros accidentes aéreos,[32] mientras que las partes más pesadas, que son las que mayor energía cinética portan (como los motores o el tren de aterrizaje, por ejemplo), son las que más facilidad tienen para romper los muros. En las fotografías puede observarse que el avión originó un agujero profundo (que llegó a perforar dos muros del edificio), mientras que en la zona de alrededor, donde no impactó, sólo se observan quemaduras y daños menores en la fachada.[33] Algunos teóricos disidentes afirman que esto es una evidencia de que esos destrozos no los pudo causar un avión, porque según ellos los motores de 6 toneladas cada uno no penetraron los muros como sí lo hizo la parte central del avión.
- También se cuestiona el asunto de las cámaras de vigilancia del Pentágono: capturaron dos vídeos, de los que inicialmente se filtraron 5 fotogramas antes, durante y después del impacto, pero ninguno muestra exactamente lo que impacta contra el edificio. Sin embargo, el avión, según cálculos realizados por National Transport Safety Board, tenía una velocidad aproximada de 850 km/h en el momento del impacto,[34] por tanto es perfectamente posible que no se grabara al avión estrellándose; incluso si el avión hubiera ido a la mitad de velocidad, tampoco tendría por qué salir en la cámara de vigilancia.[35] En la parte derecha de la grabación, antes de la primera explosión, puede verse la punta de un objeto sin identificar que no aparece en los demás fotogramas, y que parece muy pequeño para ser el morro del avión, algo explicable por la lente de la cámara tipo "ojo de pez" y la poca resolución de las imágenes.[35] Los partidarios de la teoría disidente afirman que se trata de la punta de un misil y que eso fue lo que realmente chocó contra el edificio.
- El FBI confiscó unos vídeos inmediatamente después del ataque en los que se supone que se había grabado el evento, entre otros, los pertenecientes a una gasolinera cercana y al Hotel Doubletree. Se ha especulado también con un posible vídeo tomado desde el Hotel Sheraton. Se pidió al FBI información sobre el número de vídeos que poseía, y en cuántos se veía el impacto. La agente Jaqueline Maguire redactó un informe,[36] que confirmó ante un juez, en el que detallaba que de los 85 vídeos disponibles, en la gran mayoría no se veía el impacto, o el Pentágono, o sólo había imágenes del post-impacto. Negaba además que hubiera algún video del Hotel Sheraton. En el transcurso del año 2006, los vídeos del Hotel Doubletree y de la gasolinera fueron hechos públicos, pero al igual que con los videos del Pentágono, tampoco se puede llegar a divisar el objeto que impacta contra él en ninguno de ellos. Este hecho hace dudar a los seguidores de las teorías disidentes. Las cámaras de vídeo de estos establecimientos vigilaban sus aparcamientos como se puede observar en los respectivos vídeos, por tanto el hecho de que se observara el avión era improbable tanto por la velocidad del avión, trayectoria, lejanía, etc. Los detractores de la versión oficial afirman que en ese caso no había ninguna razón para confiscar los vídeos y negarse a mostrarlos al público durante tanto tiempo.
- En 2006, un testigo dijo ver a alguien que afirmaba haber visto un misil, aunque esta declaración es controvertida, ya que supuestamente lo "vio" desde una estación de tren subterránea.[37] Otros testigos lo describen como "un avión pequeño",[cita requerida] aunque se hallaban muy lejos como para verlo con claridad (estaban al otro lado del río Potomac, a más de tres kilómetros).[38] Además, hay gran cantidad de testigos que sí vieron un avión de aerolíneas.[39]
- El personal militar fue fotografiado quitando del lugar del impacto un objeto grande y ligero cubierto por una lona azul.[40] Se cree que con esto se quería ocultar su contenido al público. Las autoridades dicen que el objeto trasladado era una tienda de campaña,[41] y no una prueba para ocultar al público.
- Según los defensores de la teoría conspirativa, no se observan ni restos de equipajes ni cadáveres ni trozos de cadáveres y muy pocos restos del avión. Esta información, sin embargo, es imprecisa, ya que sí hay fotografías de restos humanos carbonizados[42] y del avión.[43]
- De acuerdo con la versión oficial, se identificaron casi todos los pasajeros del vuelo 77 mediante pruebas de ADN. Dado que el ADN nuclear no resiste temperaturas muy altas y es destruido por las bacterias contaminantes en poco tiempo, hubo que recurrir a extraer de los restos óseos el ADN mitocondrial, técnica que tiene cierta posibilidad de éxito incluso con restos procedentes de un crematorio.[44] Algunos detractores de la versión oficial afirman que las sustancias orgánicas en general no resisten temperaturas demasiado altas porque arden o se carbonizan, por lo que dudan de la veracidad de las identificaciones, no indicando sin embargo a qué temperatura se destruye ni cuánta tuvieron que resistir los restos óseos.
- Se puede apreciar en las fotos del Pentágono que en los despachos semihundidos por el desprendimiento hay ordenadores, mesas, e incluso libros sin el menor rastro de haber sido quemados. Los teóricos conspirativos afirman que con el choque de un misil no se produce un gran incendio, pero sí una explosión muy fuerte capaz perforar los cinco niveles del Pentágono, aunque no en línea recta ni con agujeros pequeños, como fue el caso. Los contrarios creen que el incendio simplemente no llegó hasta allí, sino que quedaron expuestos por el hundimiento posterior, como se ve en la parte izquierda del derrumbe en la fotografía siguiente: .
- En una fotografía de satélite tomada el 7 de septiembre de 2001, se aprecia un clareo en el césped del Pentágono que, aunque no coincide con la trayectoria del avión, sí apunta a grandes rasgos en dirección al punto del impacto,[45] algo que según algunos partidarios de la teoría disidente se usó para señalar dónde debía producirse el impacto.

## Las Torres Gemelas

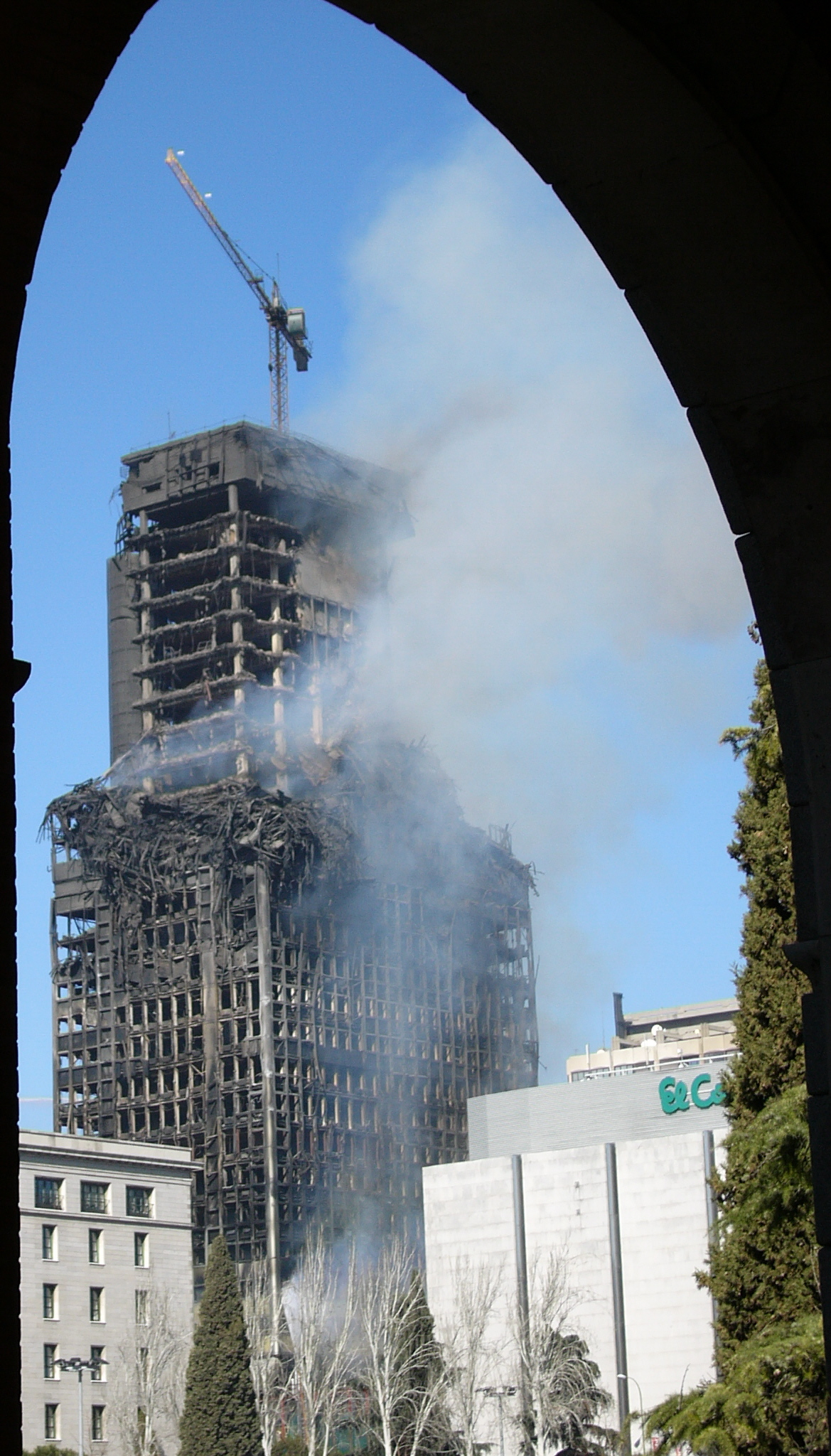
La torre Windsor de Madrid ardió durante unas 24 horas, pero no se derrumbó gracias a su núcleo de hormigón.

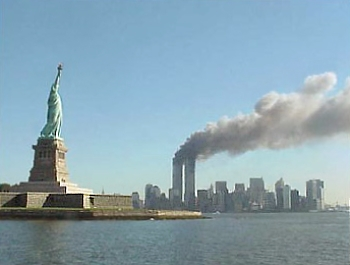
La Estatua de la Libertad con el WTC ardiendo al fondo.

Uno de los argumentos más alegados a favor de la teoría de la conspiración ha sido el de que las Torres Gemelas no se derrumbaron a causa del choque de los aviones, ni por los subsiguientes incendios, sino que se habrían detonado unas cargas que habrían producido el colapso de los edificios, que sería una demolición controlada.
Para dicha demolición controlada se habría usado termita, una mezcla de óxido férrico y aluminio (Fe2O3 + 2Al) que corta por fusión las columnas de acero[cita requerida], y explosivos, que se ponen en todos o casi todos los pisos.
Los contrarios a esta hipótesis dicen que casi ninguno de los argumentos soporta un análisis a fondo. Incluso hay, como sucede con el Pentágono, una corriente entre los partidarios de la teoría de la conspiración desde la que se rebaten algunos argumentos al uso sobre la demolición y se advierte de que hay que centrarse en otros puntos.
Estos son los aspectos que se arguyen como indicios de que existió tal conspiración:
- En una publicación científica de febrero de 2009 se afirma haber encontrado en el polvo de los restos de las Torres Gemelas, evidencia de la presencia de un material denominado super-termita,[49] aunque el artículo ha causado controversia debido a que es una editorial de tipo «pagar para publicar»,[50][51] se ha usado como medio para publicar teorías que no son generalmente aceptadas por la comunidad científica[51] y la redactora jefe dimitió por no haber sido informada de la publicación del artículo.[52]
- Steven Jones, uno de los firmantes de la publicación anterior, sostiene que los informes del NIST reconocen que ninguno de los modelos físicos usados para simular el incendio, resultó en derrumbamiento o colapso, que no había evidencia física de altas temperaturas del incendio suficientes para dañar las estructuras de los edificios hasta hacerlas colapsar. También afirma que solamente los modelos computarizados usados por el NIST sirven de base para la teoría oficial y considera que los datos para tales simulaciones fueron manipulados de tal manera que se ajustaran al resultado deseado en lugar de ajustarse a las evidencias y hechos.[53]
- El gobierno dijo que se había recuperado sin ningún daño el pasaporte del presunto secuestrador Satam al Suqami antes del derrumbamiento de la Torre Norte. Los defensores de las teorías conspirativas sostienen que es prácticamente imposible que el pasaporte sobreviva al choque del avión y al fuego que se produjo con dicho choque, aunque precisamente los objetos pequeños y ligeros son los más propensos a salir despedidos por la onda expansiva antes de que el fuego los dañe.[cita requerida]
- Nunca antes del 11-S se había caído ningún rascacielos de acero debido al fuego, ni tampoco después. Sin embargo, nunca antes ningún rascacielos había sido sometido a un fuego tan intenso conjuntamente a una tensión extrema por impacto [cita requerida]. Además el núcleo del WTC era de acero, más sensible al calor, y no de hormigón como el de la Torre Windsor, por ejemplo, mucho más resistente al fuego,[46] y en la que precisamente la parte que se sostenía con una estructura íntegramente de acero colapsó por completo, dejando el núcleo al descubierto como se aprecia en muchas fotografías.[54] En otros casos de incendios en edificios con núcleo de acero, el colapso estructural también ha sido motivo de preocupación de los bomberos,[55] aun cuando este no se ha llegado a producir, y sí se conocen muchos casos de colapso de estructuras de acero,[56]    aunque ninguna corresponde a un edificio con las características de las Torres Gemelas.
- Las Torres Gemelas se derrumbaron prácticamente sobre sí mismas, empezando el derrumbe desde el punto del impacto y propagándose verticalmente hacia abajo. Según los teóricos de la conspiración, ese derrumbe se produjo casi en el tiempo de caída libre: aproximadamente 10 segundos. De acuerdo con la teoría oficial, la causa sería lo que se denomina derrumbe escalonado piso a piso. Es decir, el punto de ruptura habría hecho ceder a las plantas justo por encima, provocando que éstas cayeran sobre el siguiente piso, lo que causaría que fueran cediendo en cadena, resultando en un colapso de la torre sobre sí misma.[57] Ahora bien, los pisos inferiores siempre producirían algún retraso en la caída, aunque sólo sea por su propia inercia, haciendo que tardasen más de 10 segundos, por lo que los que apoyan la teoría de la conspiración afirman que eso sólo se explica mediante una demolición controlada, aunque en realidad esta tampoco lo explica, puesto que al producirse el derrumbe de arriba hacia abajo los pisos inferiores deberían frenar la caída de los superiores igual que en un derrumbe piso a piso,[58] excepto por la resistencia ofrecida por las columnas, sobre la cual hay opiniones contrapuestas.[58][59] Por otra parte, hay evidencias en vídeo de que partes significativas de los núcleos (40 a 60 pisos) seguían aún en pie tras unos 15 a 25 segundos del inicio del colapso antes de empezar a derrumbarse ellas mismas, lo que sugiere que la estimación de tiempo de unos 10 segundos por torre puede ser muy poco realista.[59][60]
- Se manejó que aunque las altas temperaturas alcanzadas en el incendio causado por el derrame del combustible debilitaron la estructura interna de las torres, éstas colapsaron hacia dentro, y nunca se observa que caigan en algún otro sentido que demostrara que estaban desestabilizadas, debido a la fuerza resultante del choque de los aviones. En el vídeo, sin embargo, sí se aprecia que la caída de las torres no es limpia. Sobre todo la de la torre sur, la cual se inclina previamente por la esquina más dañada por el impacto.
- Uno de los arquitectos que diseñaron las Torres Gemelas afirmó que estaban hechas a prueba del choque de cualquier avión,[61] declaración que es tomada por los defensores de la teoría de la conspiración como indicativa de la imposibilidad de que el impacto de los aviones fuera suficiente para derribarlas. Los anticonspiracionistas puntualizan que el avión contra el que estaban diseñadas era un Boeing 707, uno de los más grandes hasta la fecha en que se construyeron, según palabras del ingeniero estructural del proyecto Lee Robertson, pero bastante más pequeño y ligero que un 767.[62] En una entrevista para la CNN, Aaron Swirsky, otro de los arquitectos, dijo que en ningún caso se había previsto por parte de ningún ingeniero una eventualidad como la que se dio.[63]
- El edificio N.º 7 del WTC no fue golpeado por ningún avión de pasajeros, y tampoco tuvo ningún fuego en su interior alimentado por el combustible, aunque sí hubo incendios en él.[64] La explicación oficial de la caída de las Torres Gemelas se basa principalmente en estos dos detalles; sin embargo, el WTC 7 también se derrumbó sobre sí mismo y casi a la velocidad de caída libre. Sin embargo, la versión oficial lo atribuye a graves daños estructurales por el derrumbe de las dos torres gemelas que estaban junto a él, las cuales podrían haber depositado varias toneladas de escombros sobre la estructura,[65] y también por el incendio. En fotografías de los momentos previos a su derrumbe se puede apreciar cómo el edificio se va deformando hasta ceder de golpe, cosa que cuadra perfectamente con un derrumbe producido por daños estructurales severos y no por detonación alguna.[66]
- Los bomberos que entraron en las torres dijeron haber visto y oído explosiones.[67] Es normal que se oigan explosiones durante un incendio (por ejemplo, derrumbes parciales como los que se produjeron[68] pueden ser interpretados como explosiones), por tanto este dato por sí solo no dice mucho.
- El Departamento Sismográfico de la Universidad de Columbia registró importantes actividades sísmicas justo en el momento del desplome de las torres. Muchos defensores de la teoría de la conspiración creen que estas ondas sísmicas precedieron el derrumbe y sólo se las explican mediante fuertes explosiones en la base de los edificios,[69] mientras que otros, así como los detractores de la teoría conspirativa, sostienen que tal afirmación se basa en una interpretación errónea de los datos sísmicos.[56][60][70]
- El Lobby (la planta baja) y los sótanos estaban totalmente destrozados antes de que se derrumbaran las torres.[cita requerida]
- Los escombros de las torres continuaron consumiéndose durante meses después de su derrumbamiento y la mayor parte del hormigón fue pulverizado, lo cual sostiene la teoría de la demolición con termita[cita requerida], ya que ésta no se apaga por la falta de oxígeno.
- Se halló metal incandescente en la base de las torres. Los defensores de la conspiración afirman que ese metal era acero procedente de la estructura del edificio y que este estaba fundido, y razonan de este modo:El punto de fusión del acero de bajo carbono o estructural está alrededor de 1510 °C (2750 °F), temperatura que sólo puede ser alcanzada en hornos industriales o usando productos químicos, tales como la termita química, mientras que se han vertido conjeturas en las que la temperatura más alta que pudo darse dentro de las Torres Gemelas es de 1650 °C (3002 °F).Por lo tanto, el metal fundido que se halló en la base de las torres, podría ser evidencia del uso de termita, que al encenderse produce una reacción cuya temperatura puede alcanzar los 2482 °C (4500 °F) en dos segundos y que se usaría para cortar por fusión las columnas de acero. Según los defensores de esta hipótesis, las chispas incandescentes que salían de las torres momentos antes del colapso[cita requerida] son debidas a esta reacción.Otras fuentes han sugerido que el acero de la estructura se pudo derretir por la acción de la continuación del incendio bajo tierra tras el derrumbe[59] o incluso que fuera el propio acero el que, en una reacción exotérmica, se mantuviera incandescente produciendo óxido de hierro, que se funde a temperaturas más bajas, ayudado por el agua echada por los bomberos.[71]
- Hay fotografías que muestran columnas cortadas en ángulo de 45°[72] Según los partidarios de la teoría de la conspiración este ángulo es característico del uso de termita para cortar columnas de acero en demoliciones controladas[cita requerida] y no encuentran otro motivo para que los cortes estuvieran realizados en diagonal, lo que les lleva a concluir que tal corte prueba que se usó termita. Hay otras fotografías que muestran a soldadores realizando los cortes diagonalmente,[73] y se ha sugerido que los cortes se hicieron de esa forma para favorecer que las vigas cayeran en cierta dirección tras ser cortadas. A eso hay que añadir que la limpieza del corte es inconsistente con el uso de termita.[74]
- Según algunos teóricos de la conspiración, la mayoría de las columnas se encontraron en secciones de aproximadamente 9 metros, lo cual se argumenta como prueba del uso de explosivos. Esta afirmación alude probablemente a las piezas constitutivas de la malla perimetral, que de hecho tenían esa longitud y se separaron durante la caída, y es fruto del desconocimiento de la estructura de las Torres.[75]
- Unos meses después de los ataques, la mayor parte de las columnas de acero fueron transportadas a Asia, tras ser analizadas por los investigadores forenses.[56] Los defensores de las teorías no oficiales afirman que con este envío se evitaba que las columnas pudieran ser estudiadas de nuevo y descubrirse en ellas efectos causados por explosivos.
- La investigación posterior llevada a cabo por los expertos finalmente concluyó que al impactar el avión contra la torre, la espuma antiincendios que recubría las vigas principales y que las aislaba del calor salió desprendida, por lo que tras horas de calentamiento éstas se combaron. Por otra parte el impacto también derribó los muros secos que debían evitar la propagación de incendios en el interior del edificio. Las vigas en el punto de impacto debían sostener un peso mucho mayor y con la deformación producida por el calor terminaron por ceder. El derrumbe de las Torres Gemelas se habría debido pues al efecto combinado del impacto y del incendio subsiguiente.[76]

También es notable en fotografías unos extraños reflejos en la parte baja del Vuelo 175 de United Airlines, segundos antes de estrellarse contra la Torre Sur. La empresa fabricante de aviones, Boeing, no explicó el hecho.

## La Torre 7 del World Trade Center
Andreas von Bülow, miembro del gabinete de Helmut Schmidt y miembro del Parlamento Alemán y antiguo ministro de defensa, afirmó en entrevista radial con Alex Jones el 20 de abril de 2006, que los ataques fueron realizados por los más altos niveles del aparato de inteligencia de Estados Unidos y que usaron la Torre 7 como búnker de comando, la cual fue posteriormente demolida para destruir toda evidencia y la escena del crimen. Según von Bülow, "los relatos oficiales son tan equivocados que debió haber sido un trabajo desde adentro".
El alcalde Rudolph Giuliani había abierto un centro de comando de emergencias en el piso 23 de la torre 7 en junio de 1999 para responder a cualquier ataque terrorista. Ese fue el sitio óptimo, postula von Bülow, desde el cual los aviones se pudieron controlar remotamente. Según su hipótesis hubo dos procedimientos. Uno fue el vuelo de los aviones y el segundo las explosiones. Von Bülow cree que debió ser un pequeño grupo dentro de la CIA y con la ayuda de los servicios secretos de Arabia Saudita y Pakistán.
Se puede ver el colapso del edificio recogido por varias cadenas de televisión ese día:
- Grabación de la CBS (vídeo MPEG).
- Grabación de la NBC (vídeo MPEG).
- Otra grabación de la CBS (vídeo MPEG).

Entre los ocupantes del edificio se encontraban:
- Securities & Exchange Commission (el equivalente a la Comisión Nacional del Mercado de Valores), que investigaba casos de importancia de corrupción como el de Enron.
- Búnker de emergencia de la alcaldía (Mayor's Office of Emergency Mgmt).
- Servicio Secreto de los Estados Unidos (U.S. Secret Service).

En agosto de 2008, el NIST hizo público un estudio que explica los motivos del colapso del edificio 7. Según este, los incendios que ardieron en las plantas inferiores, especialmente en los pisos 7 a 9 y 11 a 13, que ardieron de forma descontrolada, fueron la causa principal del derrumbe, siendo los daños estructurales producidos por los escombros que caían de las torres un factor de poca relevancia. El NIST no encontró evidencias del uso de explosivos durante su estudio, asegurando que la explosión más pequeña capaz de inutilizar la columna crítica habría producido un "nivel de sonido entre 130 y 140 decibelios a una distancia de ochocientos metros".

## El vuelo 93 de United Airlines
Aunque el Informe de la Comisión sobre el 11-S establece que el hecho de que el vuelo 93 de la United Airlines se estrellase en un campo de Shanksville, Pensilvania, fue causado por el intento de los pasajeros de tomar el control de la nave, existen teorías que afirman que dicha aeronave fue derribada por un ataque de cazas de la Fuerza aérea de los Estados Unidos.
Este vuelo era el cuarto avión implicado en los atentados y fue el único en no alcanzar su objetivo, que habría sido el Capitolio o en menor medida, la Casa Blanca. En el momento de estrellarse (10:03), los otros tres ya habían chocado contra las Torres Gemelas (8:46 y 9:03) y el Pentágono (9:37). Las primeras versiones oficiales fueron que se había procedido a abatirlo en ese momento de alarma nacional, para evitar males mayores. Pero pronto se cambió esta información a la versión oficial, y comúnmente aceptada, de la revuelta de pasajeros. En esta versión de los hechos se basa la película United 93.
Algunos de los llamados Teóricos de la Conspiración, como David Ray Griffin, defienden que el vuelo 93 fue derribado por cazas estadounidenses y para ello se basan principalmente en algunos testimonios que afirman haber visto reactores persiguiendo el avión y oído explosiones antes del choque y en la gran dispersión de los restos de la aeronave, aparte de un vídeo casero que muestra al avión con 2 cazas persiguiéndolo antes de desaparecer entre los árboles. Un motor de media tonelada fue hallado a unos 700 m del lugar donde se estrelló y otros restos fueron encontrados a más de 10 km de este sitio.
Asimismo existen estudios, como el llevado a cabo por Jim Hoffman, que cuestionan la hora oficial del impacto, las 10:03, retrasando este unos 3 minutos. Las transcripciones oficiales de la cabina de vuelo terminan a las 10:03, sin embargo el Centro de Control Aéreo de Cleveland informa de que el United 93 desapareció de los radares a las 10:06. Los registros sismológicos por su parte dejaron constancia de un impacto a las 10:06:05 a. m. +/- 2 segundos. Pese a ello, el Informe de la Comisión del 11-S concluyó que el impacto tuvo lugar a las 10:03 a. m.
Esta teoría, sin embargo, no implica necesariamente que los atentados del 11 de septiembre de 2001 fueran un trabajo interno. La polémica radicaría pues en el intento de la administración Bush de enajenarse la responsabilidad de la muerte de las 40 víctimas inocentes resultantes de los hechos en cuestión.

## Teorías menos comunes
- La teoría oficial de los Estados Unidos afirma que el antiguo dictador iraquí Saddam Hussein conspiró en los ataques del 11-S. Era una de las principales justificaciones para la invasión de Irak. Algunos de los que defienden esta teoría recuerdan otra teoría sobre la bomba de Oklahoma City, según la cual agentes de inteligencia iraquíes estuvieron implicados, tal y como relató el periodista investigador Jana Davis en su libro "El tercer terrorista".
- 11-S Conspiración contra China, es otra teoría esbozada por Miguel Pedrero en su libro "Corrupción, Las cloacas del Poder", donde plantea que el 11-S y la posterior guerra de Estados Unidos contra Afganistán se origina por la competencia entre Estados Unidos y China para obtener la construcción de oleoductos desde la zona ocupada por antiguos territorios soviéticos, convertidos hoy en repúblicas independientes —Uzbekistán, Tayikistán, Turkmenistán, Kazajistán, Kirguistán—, hasta sus territorios (salida al mar por Pakistán en el caso de Estados Unidos), lo cual era de paso obligado por el territorio de Afganistán. En estas repúblicas independientes se descubrieron enormes reservas de petróleo y gas a mediados de los años 90.
- La hipótesis del choque del misil en el Pentágono no es compartida por otros partidarios de la conspiración, quienes la rechazan diciendo que la evidencia de los testigos presenciales es abrumadora, que todas las pruebas aportadas por quienes la defienden pueden ser reconciliadas con que fuera el vuelo 77 el que se estrelló y que puede tratarse de una cortina de humo para quitar credibilidad a la "verdadera" conspiración,[84][85] ya que el propio secretario de defensa estadounidense Donald Rumsfeld fue de los primeros en mencionar un misil como lo que impactó en el Pentágono.[86]

## La comisión investigadora presidencial
La investigación de los hechos fue llevada a cabo por el FBI, en una investigación denominada PENTTBOM, que se añadió a la investigación que se llevaba a cabo sobre Zacarías Moussaoui, detenido en agosto de 2001, y finalmente condenado en mayo de 2006 por conspiración terrorista. Esta versión de los hechos fue posteriormente recogida en el informe de la Comisión del 11-S con el objetivo de detectar los agujeros de seguridad y mejorarla ante ataques terroristas.
Existe gran insatisfacción respecto a estas investigaciones. Numerosos grupos "por la verdad" rechazan esta versión oficial, y reclaman una investigación imparcial. El profesor David Ray Griffin, autor de una obra de referencia en la que estudia el informe de dicha comisión, encontró en ese texto 115 presuntos errores lógicos u omisiones que califica como mentiras.

## Hechos supuestamente polémicos

### Llamadas desde los aviones
Durante el tiempo que los aviones estuvieron volando bajo el secuestro de los terroristas, algunos pasajeros y miembros de la tripulación realizaron llamadas a familiares y otras personas. Según el informe de la Comisión, dichas llamadas fueron realizadas tanto desde teléfonos instalados en los aviones, que están preparados para una comunicación sin problemas a la altura de crucero, como desde móviles, que no lo están, pero no se especificaba cuántas había de cada clase; en muchos casos la prensa asumió que el número de llamadas desde móvil era significativamente elevado. Muchos cuestionaron que esas llamadas desde móviles pudieran haberse realizado con éxito volando a la altura y velocidad a las que vuela un avión comercial, entre ellos el matemático A. K. Dewdney, de Physics911, que en 2003 realizó un experimento llamado Proyecto Aquiles calculando las probabilidades de poder mantener una comunicación por teléfono móvil dentro de un avión a gran altura. Estimó que a la altura normal de crucero de un avión comercial las posibilidades de realizar una comunicación con éxito desde un móvil era de un 0,6%, es decir, casi imposible. También cuestionaron los que apoyan las teorías alternativas la veracidad de las conversaciones. Algunas de ellas son muy peculiares: Mark Bingham llamó a su madre para despedirse y alertar del secuestro y se presentó ante ella dando su nombre completo, aparte de que la conversación fue muy corta, aunque en una entrevista su madre no vio nada extraño en ello. Madeline Amy Sweeney, azafata con más de 12 años de experiencia, dio detalles sobre los secuestradores y su posición que no se corresponden con los datos oficiales, y no supo reconocer Manhattan cuando su avión llegaba allí. La peculiaridad de estas conversaciones, junto con la supuesta imposibilidad de que se realizaran desde un avión que vuela a gran altura, llevaron a algunos de los detractores de la teoría oficial a afirmar que dichas conversaciones fueron falsificadas, que las voces fueron imitadas usando una tecnología real y existente en aquel momento y que las llamadas sólo eran una prueba falsa para ocultar que el secuestro de aviones y pasajeros pudo no suceder nunca.
En 2006, sin embargo, durante el juicio contra Zacarías Moussaoui, el equipo antiterrorista del FBI testificó que sólo dos llamadas, las realizadas por Edward Felt y Cee Cee Lyles, fueron las únicas que tenían constancia de que fueron realizadas desde los aviones mediante móviles. Ambas se realizaron desde el vuelo 93 y comenzaron a las 09:58, hora a la que, según los datos recogidos en la grabadora de datos de vuelo del avión, este se encontraba a una altitud de entre 5000 y 6000 pies sobre el nivel del mar, aunque sobrevolaba una zona montañosa.[cita requerida] Además, se trataba de una zona rural, en la que el alcance de las antenas de telefonía móvil puede llegar a 15 km, mucho mayor que el reducido radio de antenas usado en las ciudades, que puede llegar a ser inferior a 100 m. Estas circunstancias hacen pensar a los detractores de las teorías alternativas que ambas llamadas pudieron ser realizadas sin problemas.

### Bin Laden
Algunos defensores de la teoría que se trataba de una operación de falsa bandera, o bien de un auto-atentado, afirman que Osama Bin Laden no tiene nada que ver con los atentados del 11 de septiembre. Inicialmente, Bin Laden negó la autoría de dichos ataques en un comunicado a la cadena de televisión Al Jazeera pocos días después de los atentados. Más tarde, se encontró en Jalalabad un vídeo donde confirmaba su culpabilidad. Los partidarios de la conspiración afirman que dicho vídeo es un montaje, que el que sale en él no es bin Laden, y exponen las siguientes razones; en primer lugar, el poco parecido físico del hombre del vídeo con bin Laden; en segundo lugar, el hecho de que lleve un anillo de oro, que está prohibido por el islam; y en tercer lugar, que escriba una nota con la mano derecha cuando en realidad bin Laden es zurdo. Bin Laden reivindicó los atentados por primera vez en octubre de 2004, es decir, tres años después de cometidos, justo antes de las elecciones presidenciales en Estados Unidos, enviando un vídeo a la cadena de televisión Al Jazeera, en el que se le ve con aparente buena salud, leyendo un papel, y haciendo gestos a cámara para enfatizar parte del discurso.
En la página web del FBI se atribuyen a Bin Laden varios atentados terroristas pero no los del 11-S. El periodista Ed Haas (editor y redactor del Muckraker Report) se comunicó el 5 de junio de 2006 con el cuartel general del FBI sobre este asunto. Rex Tomb, jefe de Publicidad Investigativa del FBI, le dijo: La razón de por qué el 11/9 no es mencionado en la página de Osama bin Laden como más buscado es porque el FBI no tiene evidencia convincente de su conexión con el 11 de septiembre. Sin embargo, más tarde el FBI añadió la autoría de Bin Laden del 11-S en su base de datos.

### El papel de Israel
- Previamente a los atentados existió un escándalo de espionaje israelí que fue tapado por el atentado. De hecho, muchos de los detenidos después de los atentados eran espías israelíes que fueron despachados a Israel.[111]
- En Israel dos trabajadores de la empresa Odigo fueron advertidos por mensajería instantánea de la posibilidad de un atentado en un lugar no especificado.[112] Algunos defensores de la teoría de la conspiración ven esto como un indicio de que fueron avisados de la inminencia del atentado en las Torres, dado el momento en el que el aviso se produjo (unas dos horas antes del ataque), a pesar de que dicha empresa no tiene situada su sede de Nueva York cerca del WTC y de que el aviso fue enviado a la sede israelí.
- El 11 de diciembre de 2001, la cadena de televisión estadounidense Fox News denunció el conocimiento previo que tuvieron los servicios secretos israelíes de los atentados del 11 de septiembre. Sesenta israelíes acusados de formar parte de una red de espionaje contra el gobierno de Estados Unidos están entre los cientos de personas que permanecen detenidas desde los atentados. Un grupo de estos israelíes —que son, según Fox News, militares o agentes de inteligencia— han sido detenidos bajo cargos relacionados con la inmigración o bajo la cobertura de la nueva Ley Antiterrorista. Entre los sospechosos detenidos se encuentran cinco israelíes, que estaban en lo alto de un tejado en Hoboken, Nueva Jersey. Otros dos israelíes más fueron detenidos en Cleveland.[113]

### Otros hechos
- El entonces secretario de Defensa, Donald Rumsfeld, anunció el 10 de septiembre de 2001: «La revolución tecnológica ha transformado las organizaciones en todo el sector privado. Pero no las nuestras, no del todo, todavía no. Estamos, como dicen, enredados en nuestra propia cadena de anclas. Nuestros sistemas financieros tienen décadas de antigüedad. Según algunas estimaciones, no podemos rastrear 2,3 billones de dólares en transacciones». Rumsfeld no afirmó que el Departamento de Defensa perdiera 2,3 billones de dólares, sino que estaba usando la cifra para ilustrar que el departamento tenía problemas para controlar sus finanzas debido a la tecnología obsoleta. Sin embargo, las declaraciones de Rumsfeld han alimentado teorías conspirativas durante décadas.[114][115][116]
- Más de 9 servicios de inteligencia extranjeros (Gran Bretaña, Francia o Egipto, por ejemplo) habían advertido de un atentado inminente en Estados Unidos usando aviones.[34] Además, grandes personalidades de los servicios secretos de todo el mundo han dicho que es imposible que los atentados del 11 de septiembre fueran ejecutados sin la ayuda de un servicio de inteligencia fuerte.[117]
- La gran impostura es un libro escrito por Thierry Meyssan que afirma que los atentados del 11 de septiembre de 2001 fueron un atentado de falsa bandera perpetrado por los Estados Unidos y denuncia el fin de la democracia norteamericana, así como la instauración de un régimen militar expansionista.[118]
- Las teorías alternativas aducen que los pilotos suicidas eran inexpertos y no hubiesen podido pilotar los aviones hacia sus objetivos. Hosni Mubarak, expresidente de Egipto, afirmó que, a pesar de ser general de la Fuerza Aérea y de tener miles de horas de vuelo, sería incapaz de dirigir un Boeing con la precisión necesaria para impactarlo contra una de las Torres Gemelas.[119] Muchos detractores de la versión oficial afirman que hay muchos pilotos expertos que no se ven capaces de realizar dichas maniobras, deduciendo de ello que es improbable que pilotos poco experimentados las llevaran a cabo. Sin embargo, otros pilotos e instructores de vuelo como Giulio Bernacchia, explicaron cómo y por qué pudieron los terroristas pilotar los aviones.[120][121]